# Remember
Remember este un film românesc din 1978 regizat de Ion Truică.